# داگلاس سی-۵۴ اسکای‌مستر
داگلاس سی-۵۴ اسکای‌مستر (به انگلیسی: Douglas C-54 Skymaster) یک هواپیمای ساختِ کارخانهٔ شرکت هواپیماسازی داگلاس در کشور ایالات متحده آمریکا است که در سال ۱۹۴۲–۱۹۴۷ ساخته شد. نخستین استفاده‌کنندهٔ این هواپیما نیروی هوایی ایالات متحده آمریکا بوده‌است. این هواپیما برای نخستین بار در ۷ ژوئن ۱۹۳۸ میلادی مورد استفاده قرار گرفت.